# Безымянный сын Урузмага
Безымянный сын Урузмага  (осет. Уырызмæджы æнæном лæппу) — персонаж осетинского нартского эпоса, сын Шатаны и Урузмага.

## Мифология
В отсутствие Урузмага у Сатаны родился сын, который получил наименование в нартовском эпосе «Безымянный сын Урузмага». Безымянным он называется потому, что «всех других поминали, а имени этого мальчика не знали (и потому не поминали)». Воспитывался у родственника Шатаны водяного божества Донбеттыра.
Находясь в царстве подземного владыки Барастыра безымянный сын Урузмага выпросил у него разрешения посетить своего отца, с которым он совершил до заката солнца поход за добычей в страну Терк-Турк. После удачного совершения набега на страну Терк-Турк, мальчик выбрал себе из добычи белого быка для поминок в его честь и вернулся в царство умерших, где стал почивать на коленях Барастыра.
Безымянный сын Урузмага погиб по неосторожности своего отца:

«У Нартов был обычай молиться с острием кинжала. Потому Урызмаг стал острием кинжала искать стегно, нашедши, поднял его острием кинжала, помолился и, помолившись, протянул стегно мальчику, мальчик подбежал к нему, обрадованный, так что не мог удержаться, и краем своего сердца наткнулся на острие ножа, и умер»

## Источник
- Нарты. Осетинский героический эпос. М., Главная редакция Восточной литературы, 1989 г. ISBN 5-02-016996-X